# Carmel (IFV)
Carmel är Israels nästa generations IFV (Infantry fighting vehicle). Fordonet byggs av MAFAT som sorterar under Israels försvarsdepartement. Carmel är beteckningen på flera olika sorters stridsfordon, med samma chassi. Vikten kommer att vara ca 35 ton, två eller tre mans besättning, avancerat pansar och aktivt försvarssystem som skyddar mot till exempel RPG:s. Huvudbeväpningen kommer att vara en automatkanon, fjärrstyrd vapenstation och möjligen pansarvärnsrobotar. En unik egenskap är att Carmel möjligtvis kommer att ha en diesel-elektrisk drift, och har därför batterier monterade i botten av chassit medan motorn är monterad i främre partiet framför besättningen, vilken sitter bakom motorn och under tornet.